# Aderus andamanensis
Aderus andamanensis es una especie de coleóptero de la familia Aderidae. Fue descrita científicamente por George Charles Champion en 1916.

## Distribución geográfica
Habita en Assam y las Islas Andamán (India).